# Rhagonycha similata
Rhagonycha similata is een keversoort uit de familie soldaatjes (Cantharidae). De wetenschappelijke naam van de soort werd in 1976 gepubliceerd door Dahlgren.